# Серифос
Серифос (на гръцки: Σέριφος) е гръцки остров в западната част на Цикладите. Намира се на 74 мили от Пирея, между островите Китнос и Сифнос. Площта на острова е 73 кв. км. Населението е 1414 жители (2001 г.)
В древността остров Серифос е населен от йонийците. В древногръцките митове островът е споменат като мястото, където морето изхвърля Даная с малкия Персей.
Серифос е съюзник на Атина и участва заедно с нея във воините с персите. Кръстоносците завземат острова през 1204 г., а турците през 1537 г. и го владеят до освобождението му през 1821 г.